# Drăgănești (okręg Jassy)
Drăgănești – wieś w Rumunii, w okręgu Jassy, w gminie Andrieșeni. W 2011 roku liczyła 182 mieszkańców.